# Слаутино (Тверская область)
Сла́утино — деревня в Пеновском районе Тверской области. Относится к Рунскому сельскому поселению. До 2006 года была центром Слаутинского сельского округа.
Расположено в 29 километрах к северо-западу от районного центра Пено, в 8 км к югу от посёлка Рунский.
Население по переписи 2002 года — 107 человек, 52 мужчины, 55 женщин.

В 1997 году — 51 хозяйство, 135 жителей. Центральная усадьба совхоза (сейчас ООО) «Слаутинское», лесничество. Неполная средняя школа, детсад, ДК, библиотека, отделение связи, магазин.
Находится на южном берегу Слаутинского озера, на Валдайской возвышенности.
В середине XIX веке деревня относилась к Хвощенскому приходу Новинской волости Осташковского уезда Тверской губернии. В 1859 году — 5 дворов, 26 жителей. В это время она располагалась восточнее Слаутинского озера, на реке Мостовлянке. А на месте современной деревни было сельцо Челищево (Борзуново). В 1918-25 годах Слаутино — центр Новинской волости и сельсовета Осташковского уезда. В 1919 году — 12 дворов, 46 жителей. В 1930-е годы на этом месте два населённых пункта — Слаутино 1-е (бывшее Слаутино, 9 дворов) и Слаутино 2-е (бывшее Челищево (Борзуново), 13 дворов).
В деревне есть братская могила солдат Красной Армии, погибших во время Великой Отечественной войны.